# St. Johanner Marktbrunnen

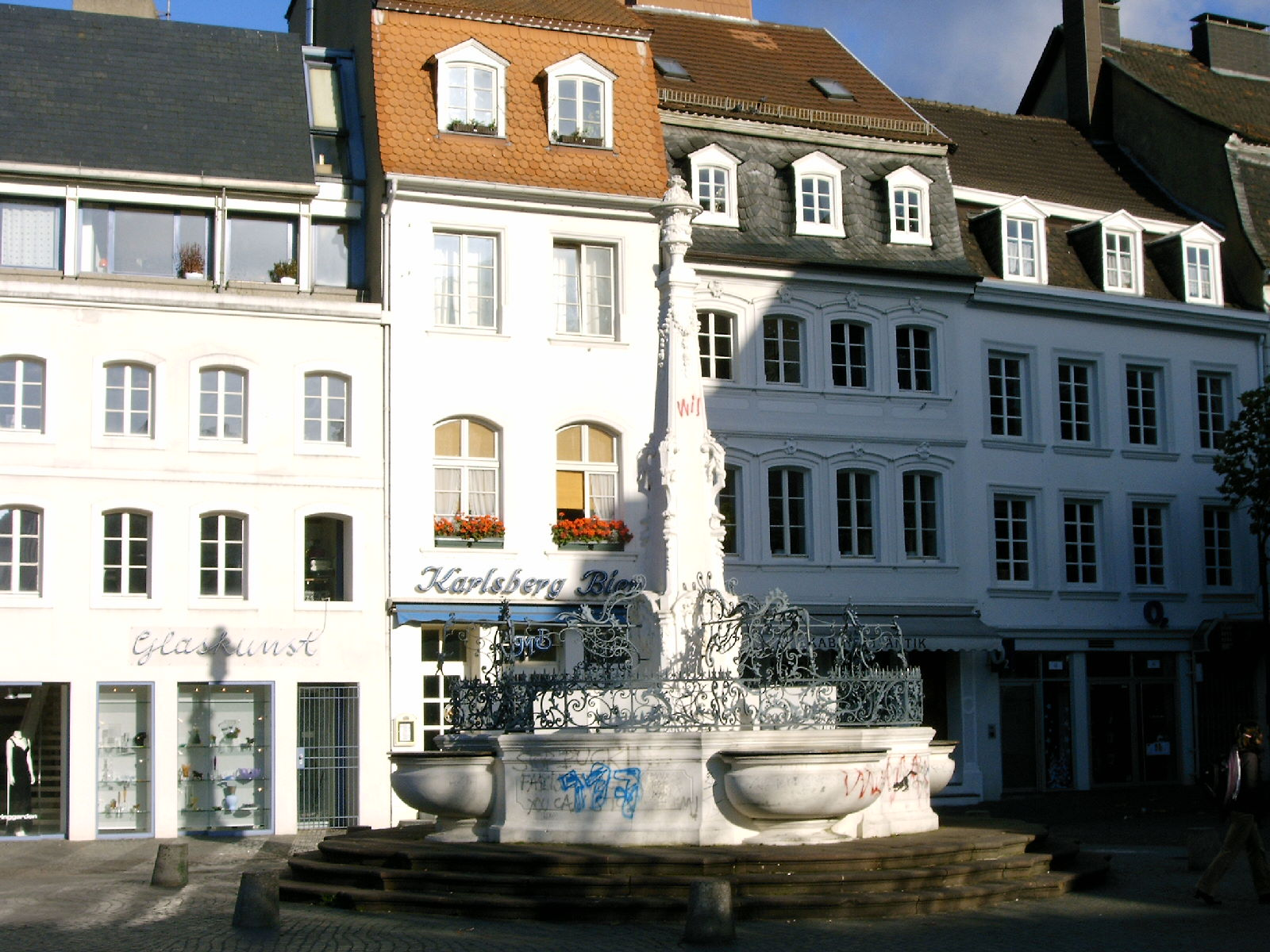
Der Brunnen auf dem St. Johanner Markt

Der St. Johanner Marktbrunnen steht auf dem St. Johanner Markt in Saarbrücken. Der Brunnen steht als Einzeldenkmal unter Denkmalschutz.

## Geschichte
Schon 1556 erwähnt eine Rechnung an die Bürgermeisterei St. Johann Steinmetzarbeiten des Bildhauers Wolf Schroppen für einen Brunnen auf dem Markt. Dieser wurde 1602 durch einen neuen Brunnen von Heinrich Kempter ersetzt. Der heute erhaltene Brunnen wurde 1759/60 als Ergebnis eines Wettbewerbs nach Entwürfen von Ignatius Bischof und Friedrich Joachim Stengel erbaut. Die Bildhauerarbeiten stammen von Johann Philipp Mihm, das schmiedeeiserne Gitter von Sontag Bückelmann. Um 1880 wurden die vier großen Becken eingesetzt und 1930 erneuert. An ihrer Stelle saßen ursprünglich Muscheln.
Im 20. Jahrhundert wurde der Brunnen mehrfach versetzt, um den wechselnden Verkehrsführungen gerecht zu werden. Nach Einrichtung der Fußgängerzone am Markt wurde das Bauwerk wieder auf seinen ursprünglichen Platz in den sich treffenden Sichtachsen von St. Johanner Markt, Obertorstraße und Saarstraße gesetzt und auf einen gestuften Sockel gestellt. Mehrfach musste der Brunnen saniert werden, so 1930, 1994 und 2012.

## Architektur
Der achtseitige, geschwungene Brunnen besitzt vier Ausbauchungen als Außenbecken. Aus dem Mittelbecken ragt als Brunnenstock ein mit Ranken verzierter Obelisk, der von einer Vase bekrönt wird. Das Wasser strömt aus vier Masken und läuft über schmiedeeiserne Rohre in die Außenbecken. Auf dem Rand des Mittelbeckens verläuft ein schmiedeeisernes Gitter mit reicher Verzierung.